# Bahnhof Oberschleißheim

Der Bahnhof Oberschleißheim ist ein Bahnhof an der Bahnstrecke München–Regensburg etwa 20 Streckenkilometer vom Hauptbahnhof München entfernt am nördlichen Ende des Hauptortes Oberschleißheim und liegt im Netz der S-Bahn München.

## Geschichte
Der neue Bahnhof Oberschleißheim wurde am 28. Mai 1972 mit der Betriebsaufnahme der S-Bahn München eröffnet und ersetzte im Personenverkehr den weiter südlich gelegenen Bahnhof Schleißheim.

## Aufbau und Verkehr

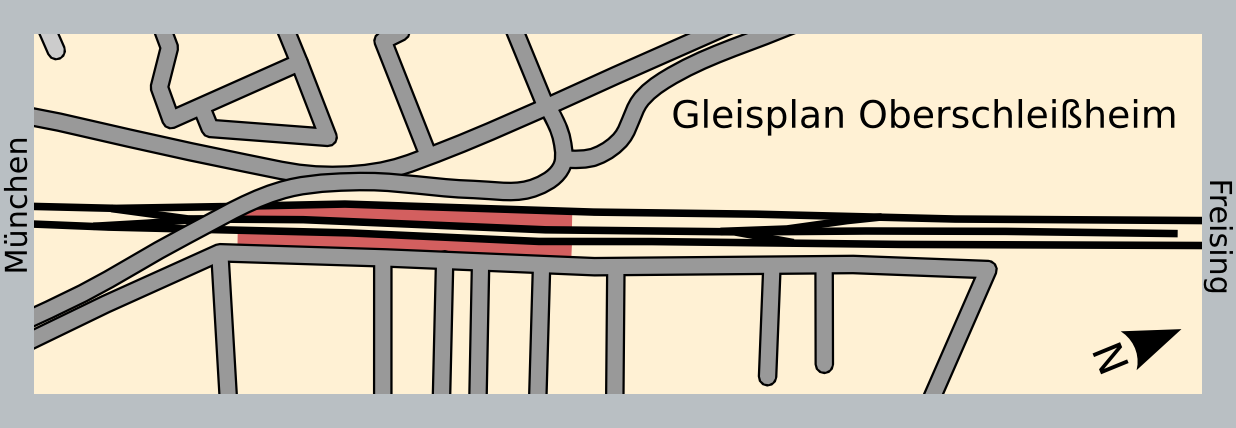
Gleisplan

Der Bahnhof hat drei Bahnsteiggleise. Auf Gleis 1 halten die Züge der Linie S 1 der S-Bahn München in Richtung Innenstadt. Auf Gleis 2 halten S-Bahnen, die hier enden/beginnen oder überholt werden. Von hier ist auch die eingleisige Abstellanlage nördlich des Bahnhofs erreichbar. Auf Gleis 3 verkehren die Züge der S 1 Richtung Freising/Flughafen. Gleis 1 und 2 liegen an einem Mittelbahnsteig, Gleis 3 an einem Seitenbahnsteig. An den Bahnsteigenden können diese durch Unterführungen erreicht werden. Im südlichen Bahnhofsbereich überquert eine Straßenbrücke die Gleise.
Die Weichen und Signale des Bahnhofs Oberschleißheim werden vom Bahnhof München-Feldmoching aus ferngestellt.
| Linie | Verlauf | Takt   |
| ----- | --- | ------ |
| S1    | Freising – Pulling – Neufahrn / Flughafen München – Flughafen Besucherpark – Neufahrn – Eching – Lohhof – Unterschleißheim – Oberschleißheim – Feldmoching – Fasanerie – Moosach – Laim – Hirschgarten – Donnersbergerbrücke – Hackerbrücke – Hauptbahnhof – Karlsplatz (Stachus) – Marienplatz – Isartor – Rosenheimer Platz – Ostbahnhof – Leuchtenbergring | 20 min |